# رونی فیلپ
رونی فیلپ (انگلیسی: Ronny Philp؛ زادهٔ ۲۸ ژانویهٔ ۱۹۸۹) بازیکن فوتبال اهل آلمان است.
از باشگاه‌هایی که در آن بازی کرده‌است می‌توان به باشگاه فوتبال گروتر فورث، باشگاه فوتبال یان رگنسبورگ، باشگاه فوتبال هایدنهایم، و باشگاه فوتبال آگسبورگ اشاره کرد.